# 三春駅
三春駅（みはるえき）は、福島県田村郡三春町大字平沢字担橋（かつぎばし）にある、東日本旅客鉄道（JR東日本）磐越東線の駅である。

## 歴史
- 1914年（大正3年）7月21日：平郡西線の終着駅として開業[3]。
- 1915年（大正4年）3月21日：三春駅 - 小野新町駅間が開通[3]。
- 1987年（昭和62年）4月1日：国鉄分割民営化により、JR東日本の駅となる[3]。
- 1993年（平成5年）
  - 年内：磐越東線営業所発足に伴い、磐越東線営業所管轄となる。
  - 12月：三春町出資の第三セクター「三春まちづくり公社」が運営する軽食および売店の「ばんとうプラザ」を併設した駅舎に改築[3][4]。
- 2005年（平成17年）12月10日：磐越東線営業所の廃止に伴い、営業関係が当駅に移管され管理駅となる。
- 2009年（平成21年）3月14日：ICカード「Suica」の利用が可能となる[5][3]。
- 2010年（平成22年）6月30日：三春駅びゅう旅センターが閉店[3]。
- 2016年（平成28年）4月1日：三春駅長・管理助役を廃止。管理駅業務を郡山駅に移管し、業務委託化。
- 2023年（令和5年）8月31日：みどりの窓口の営業を終了[6]。
- 2024年（令和6年）10月1日：えきねっとQチケのサービスを開始[1][7]。

## 駅構造
島式ホーム1面2線を有する地上駅である。駅舎とホームは地下通路で連絡している。
郡山駅が管理し、JR東日本東北総合サービスが受託する業務委託駅である。Suica対応自動券売機と簡易Suica改札機が設置されている。このほか、駅舎内に、軽食や名産品を販売している「ばんとうプラザ」が営業している。

### のりば
| 番線 | 路線      | 方向 | 行先             |
| ---- | --------- | ---- | ---------------- |
| 1    | ■磐越東線 | 上り | 船引・いわき方面 |
| 2    | ■磐越東線 | 下り | 郡山方面         |

- 週二回、郡山発5時半の始発列車が当駅始発となる。郡山・当駅間はバス代行（郡山発4時台）となる。

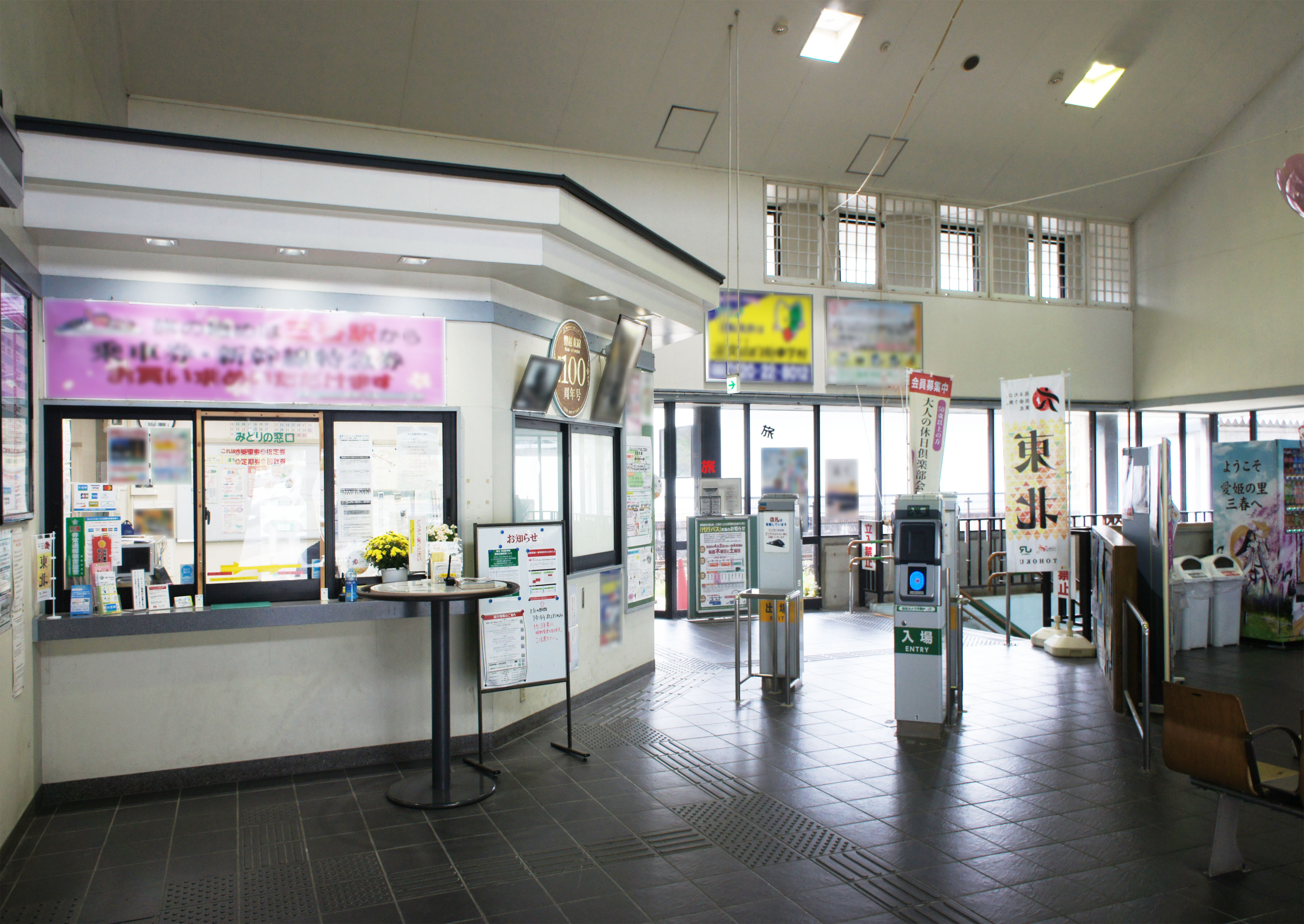
改札口（2021年10月）
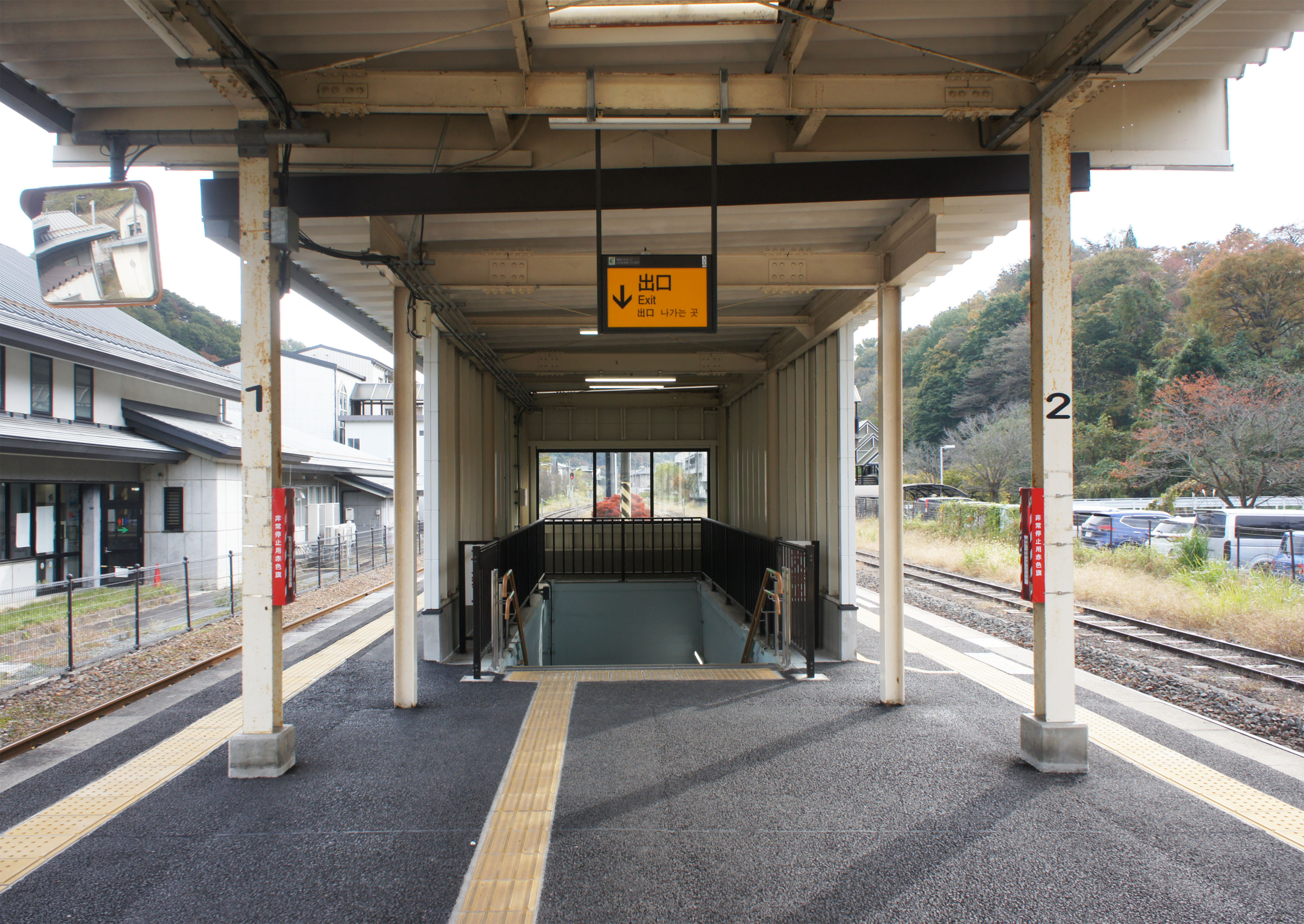
地下通路（2021年10月）
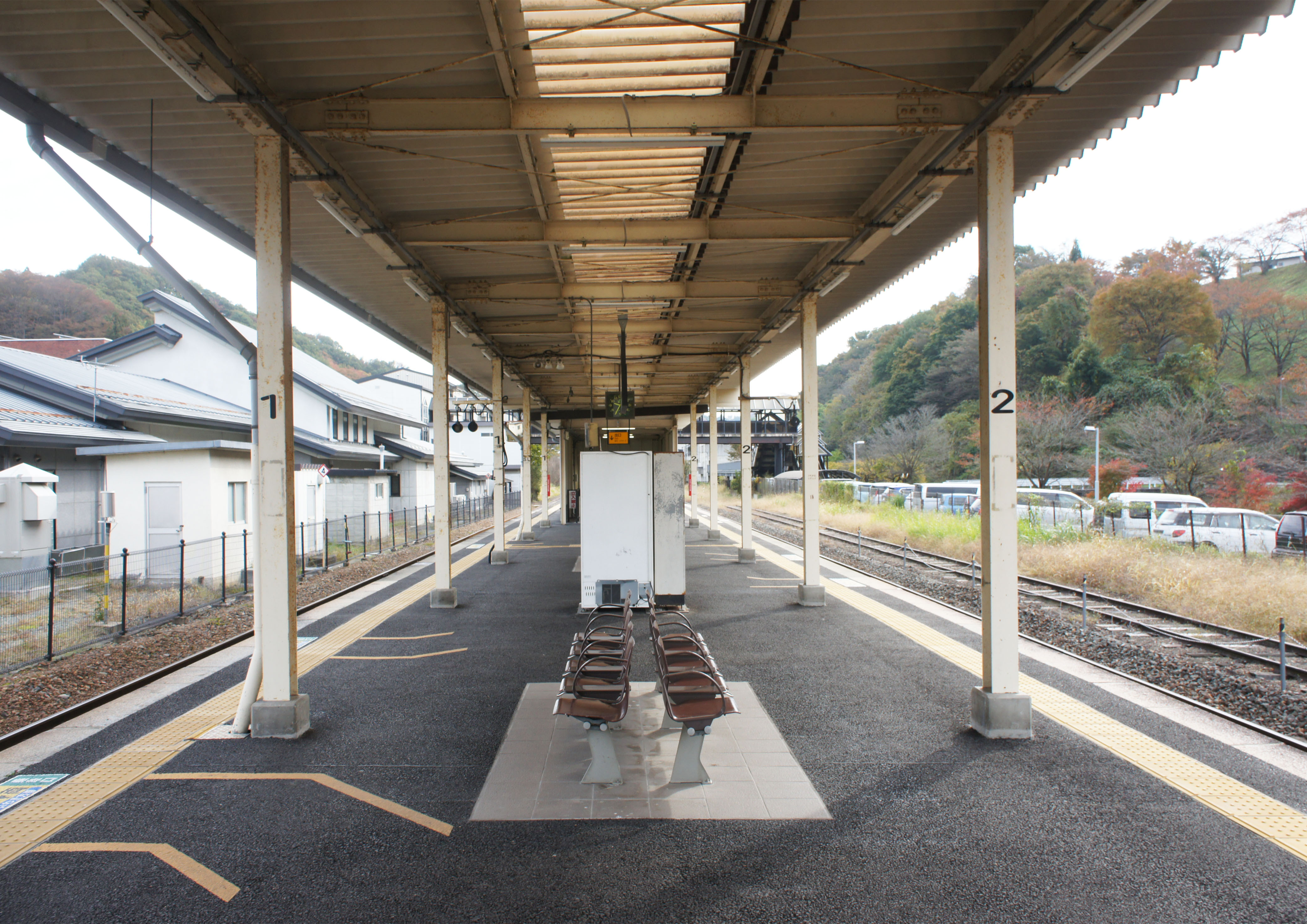
ホーム（2021年10月）
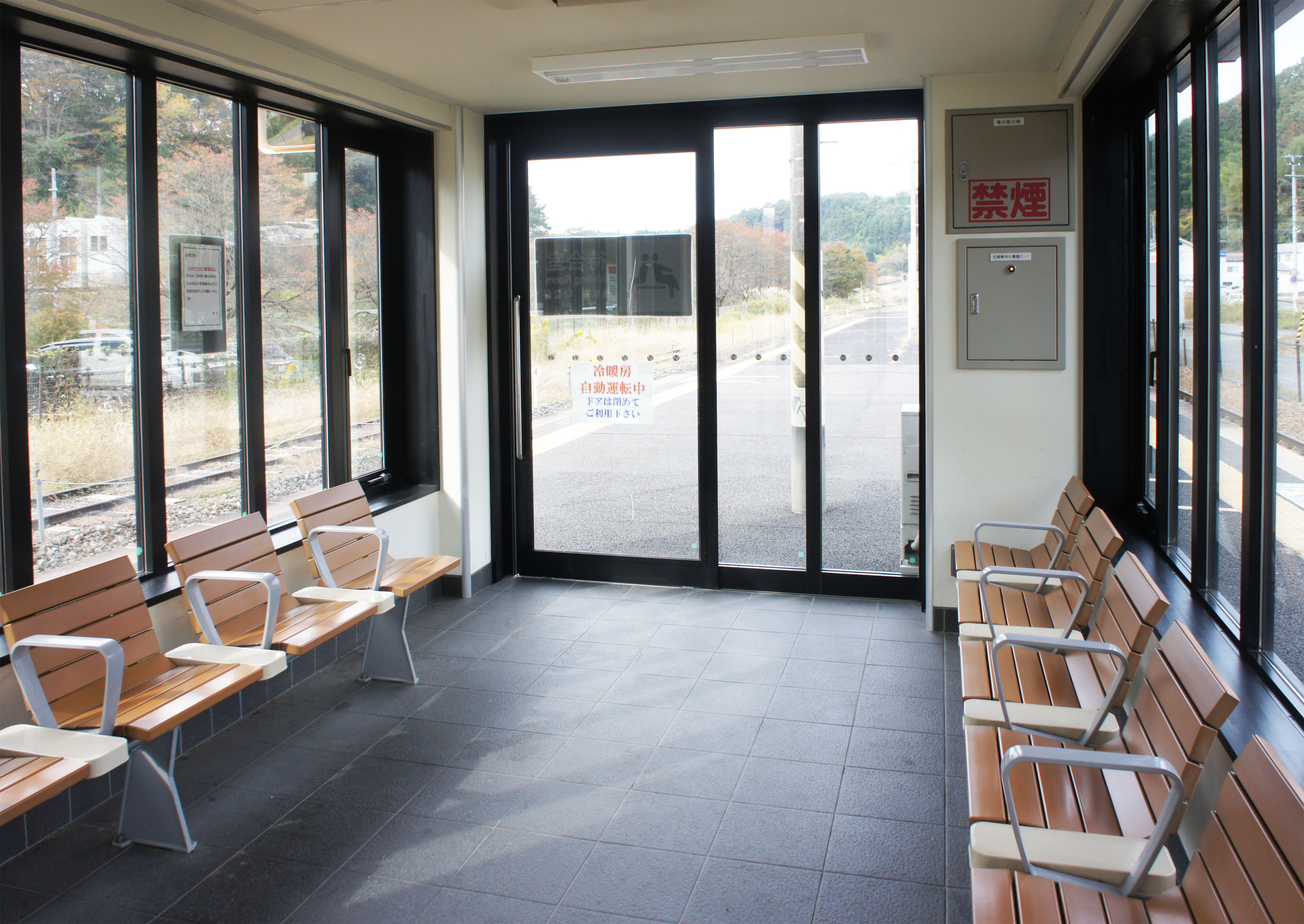
ホーム待合室（2021年10月）

## 利用状況
JR東日本によると、2023年度（令和5年度）の1日平均乗車人員は637人である。
2000年度（平成12年度）以降の推移は以下のとおりである。
| 1日平均乗車人員推移 | 1日平均乗車人員推移 | 1日平均乗車人員推移 | 1日平均乗車人員推移 | 1日平均乗車人員推移 |
| 年度                | 定期外              | 定期                | 合計                | 出典                |
| ------------------- | ------------------- | ------------------- | ------------------- | ------------------- |
| 2000年（平成12年）  |                     |                     | 1,343               | [ 利用客数 2 ]      |
| 2001年（平成13年）  |                     |                     | 1,330               | [ 利用客数 3 ]      |
| 2002年（平成14年）  |                     |                     | 1,273               | [ 利用客数 4 ]      |
| 2003年（平成15年）  |                     |                     | 1,242               | [ 利用客数 5 ]      |
| 2004年（平成16年）  |                     |                     | 1,224               | [ 利用客数 6 ]      |
| 2005年（平成17年）  |                     |                     | 1,184               | [ 利用客数 7 ]      |
| 2006年（平成18年）  |                     |                     | 1,161               | [ 利用客数 8 ]      |
| 2007年（平成19年）  |                     |                     | 1,120               | [ 利用客数 9 ]      |
| 2008年（平成20年）  |                     |                     | 1,079               | [ 利用客数 10 ]     |
| 2009年（平成21年）  |                     |                     | 1,057               | [ 利用客数 11 ]     |
| 2010年（平成22年）  |                     |                     | 1,021               | [ 利用客数 12 ]     |
| 2011年（平成23年）  |                     |                     | 961                 | [ 利用客数 13 ]     |
| 2012年（平成24年）  | 240                 | 743                 | 983                 | [ 利用客数 14 ]     |
| 2013年（平成25年）  | 229                 | 787                 | 1,016               | [ 利用客数 15 ]     |
| 2014年（平成26年）  | 217                 | 731                 | 948                 | [ 利用客数 16 ]     |
| 2015年（平成27年）  | 220                 | 723                 | 944                 | [ 利用客数 17 ]     |
| 2016年（平成28年）  | 211                 | 695                 | 907                 | [ 利用客数 18 ]     |
| 2017年（平成29年）  | 214                 | 700                 | 914                 | [ 利用客数 19 ]     |
| 2018年（平成30年）  | 210                 | 659                 | 870                 | [ 利用客数 20 ]     |
| 2019年（令和元年）  | 191                 | 639                 | 830                 | [ 利用客数 21 ]     |
| 2020年（令和02年）  | 109                 | 570                 | 679                 | [ 利用客数 22 ]     |
| 2021年（令和03年）  | 114                 | 557                 | 672                 | [ 利用客数 23 ]     |
| 2022年（令和04年）  | 128                 | 526                 | 654                 | [ 利用客数 24 ]     |
| 2023年（令和05年）  | 141                 | 495                 | 637                 | [ 利用客数 1 ]      |

## 駅周辺
- 三春町役場
- 三春郵便局
- 三春駅前郵便局

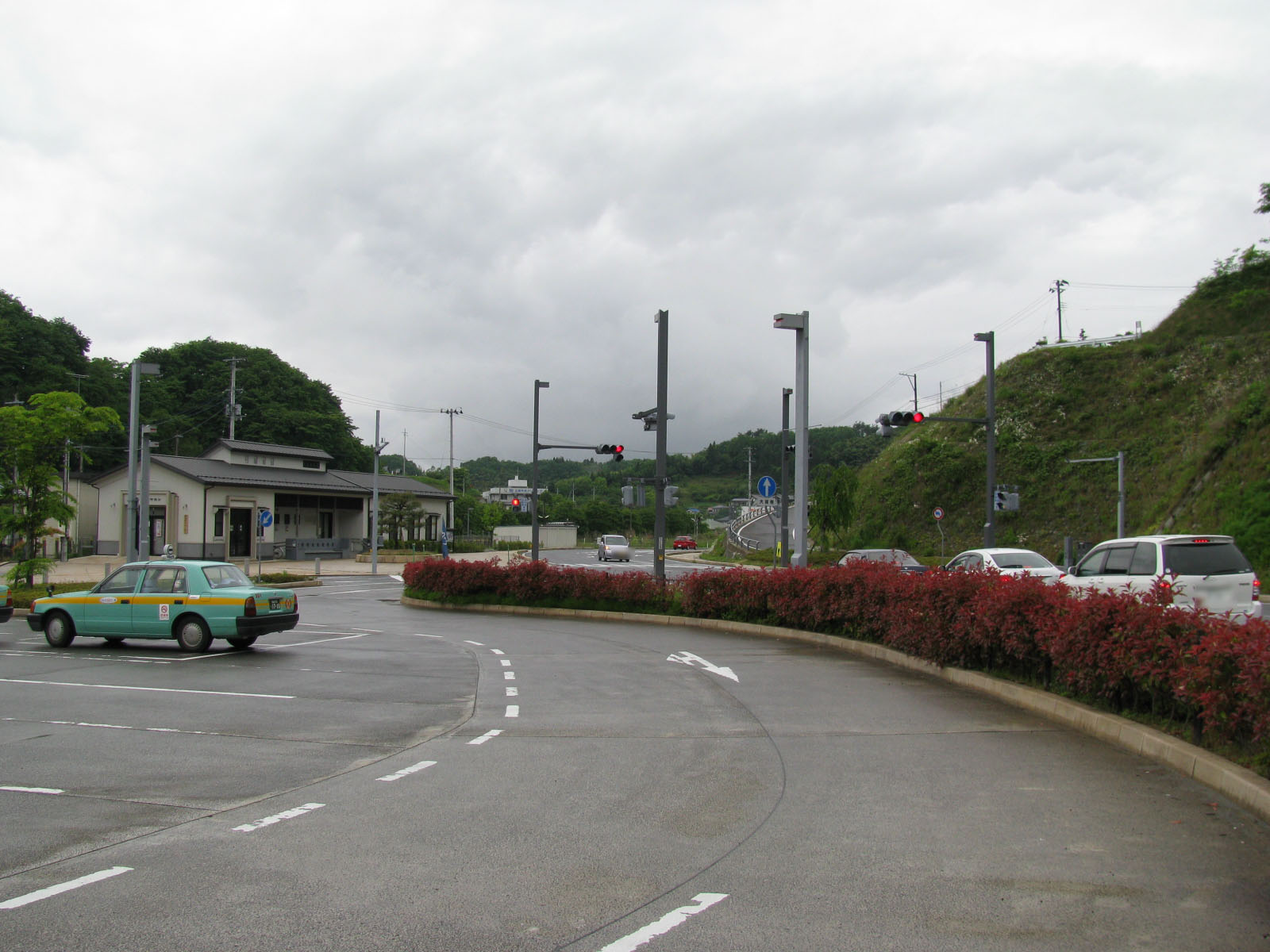
駅前（2008年5月）

- 三春滝桜（日本三大桜の一つ） - 駅から8キロメートル[2]、開花時には臨時バス運行。
- 八島川
- 三春町立三春小学校
- 三春町立御木沢小学校
- 三春町民第2体育館
- 福島県立田村高等学校
- 三春交流館「まほら」

## バス路線
三春町が担当する路線バスが発着する。また、福島交通により、三春滝桜の開花シーズンに臨時バスが運行される。
| 系統           | 行先       | 運行会社       | 備考                   |
| -------------- | ---------- | -------------- | ---------------------- |
| 北2コース      | 沢石小学校 | 三春町町営バス | 平日夕運転             |
| 北3コース      | 三春中学校 | 三春町町営バス | 平日朝運転             |
| 北3コース      | 三春駅     | 三春町町営バス | 平日夕運転             |
| 中央コース     | 三春中学校 | 三春町町営バス | 平日夕運転             |
| 南1コース      | 蛇沢北ノ内 | 三春町町営バス | 平日夕運転             |
| 南2コース      | 薬師堂     | 三春町町営バス | 平日夕運転             |
| 南3コース      | 三春駅     | 三春町町営バス | 平日夕運転             |
| 南4コース      | 三春中学校 | 三春町町営バス | 平日夕運転             |
| 町内循環コース | 三春駅     | 三春町町営バス | 平日昼間運転           |
| 三春の里コース | 三春駅     | 三春町町営バス | 年末年始を除く毎日運転 |

## その他
- 城下町・三春の雰囲気を生かした駅舎を有するとして、2002年（平成14年）、東北の駅百選に選定された。

## 隣の駅
東日本旅客鉄道（JR東日本）
■磐越東線
要田駅 - 三春駅 - 舞木駅

### 記事本文
1. 1 2 3 4  “駅の情報（三春駅）：JR東日本”.   東日本旅客鉄道. 2024年8月25日時点のオリジナルよりアーカイブ。2024年10月27日閲覧。
2. 1 2 3 4 5  全駅50号、p.27。
3. 1 2 3 4 5 6 7 8  全駅50号、p.11。
4. ↑  “三春まちづくり公社について”.   株式会社三春まちづくり公社. 2017年5月5日閲覧。
5. ↑  『Suicaをご利用いただけるエリアが広がります。』（PDF）（プレスリリース）東日本旅客鉄道、2008年12月22日。オリジナルの2020年5月24日時点におけるアーカイブ。2020年5月25日閲覧。
6. 1 2  “駅の情報（三春駅）：JR東日本”.   東日本旅客鉄道. 2023年8月1日時点のオリジナルよりアーカイブ。2023年8月1日閲覧。
7. ↑  『Suicaエリア外もチケットレスで! 東北エリアから「えきねっとＱチケ」がはじまります』（PDF）（プレスリリース）東日本旅客鉄道、2024年7月11日。オリジナルの2024年7月11日時点におけるアーカイブ。2024年7月31日閲覧。
8. 1 2  “JR東日本：駅構内図・バリアフリー情報（三春駅）”.   東日本旅客鉄道. 2024年10月27日閲覧。

### 利用状況
1. 1 2  “各駅の乗車人員（2023年度）”.   東日本旅客鉄道. 2024年7月20日閲覧。
2. ↑  “各駅の乗車人員（2000年度）”.   東日本旅客鉄道. 2019年2月24日閲覧。
3. ↑  “各駅の乗車人員（2001年度）”.   東日本旅客鉄道. 2019年2月24日閲覧。
4. ↑  “各駅の乗車人員（2002年度）”.   東日本旅客鉄道. 2019年2月24日閲覧。
5. ↑  “各駅の乗車人員（2003年度）”.   東日本旅客鉄道. 2019年2月24日閲覧。
6. ↑  “各駅の乗車人員（2004年度）”.   東日本旅客鉄道. 2019年2月24日閲覧。
7. ↑  “各駅の乗車人員（2005年度）”.   東日本旅客鉄道. 2019年2月24日閲覧。
8. ↑  “各駅の乗車人員（2006年度）”.   東日本旅客鉄道. 2019年2月24日閲覧。
9. ↑  “各駅の乗車人員（2007年度）”.   東日本旅客鉄道. 2019年2月24日閲覧。
10. ↑  “各駅の乗車人員（2008年度）”.   東日本旅客鉄道. 2019年2月24日閲覧。
11. ↑  “各駅の乗車人員（2009年度）”.   東日本旅客鉄道. 2019年2月24日閲覧。
12. ↑  “各駅の乗車人員（2010年度）”.   東日本旅客鉄道. 2019年2月24日閲覧。
13. ↑  “各駅の乗車人員（2011年度）”.   東日本旅客鉄道. 2019年2月24日閲覧。
14. ↑  “各駅の乗車人員（2012年度）”.   東日本旅客鉄道. 2019年2月24日閲覧。
15. ↑  “各駅の乗車人員（2013年度）”.   東日本旅客鉄道. 2019年2月24日閲覧。
16. ↑  “各駅の乗車人員（2014年度）”.   東日本旅客鉄道. 2019年2月24日閲覧。
17. ↑  “各駅の乗車人員（2015年度）”.   東日本旅客鉄道. 2019年2月24日閲覧。
18. ↑  “各駅の乗車人員（2016年度）”.   東日本旅客鉄道. 2019年2月24日閲覧。
19. ↑  “各駅の乗車人員（2017年度）”.   東日本旅客鉄道. 2019年2月24日閲覧。
20. ↑  “各駅の乗車人員（2018年度）”.   東日本旅客鉄道. 2019年7月24日閲覧。
21. ↑  “各駅の乗車人員（2019年度）”.   東日本旅客鉄道. 2020年7月18日閲覧。
22. ↑  “各駅の乗車人員（2020年度）”.   東日本旅客鉄道. 2021年7月30日閲覧。
23. ↑  “各駅の乗車人員（2021年度）”.   東日本旅客鉄道. 2022年8月13日閲覧。
24. ↑  “各駅の乗車人員（2022年度）”.   東日本旅客鉄道. 2023年7月12日閲覧。